# جان رابرتسون (بازیکن فوتبال، زاده ۱۹۷۴)
جان رابرتسون (انگلیسی: John Robertson؛ زادهٔ ۸ ژانویهٔ ۱۹۷۴) بازیکن فوتبال اهل بریتانیا است.
از باشگاه‌هایی که در آن بازی کرده‌است می‌توان به باشگاه فوتبال ویگان اتلتیک، باشگاه فوتبال لینکولن سیتی، باشگاه فوتبال ساوتپورت، باشگاه فوتبال استالی‌بریج سلتیک و باشگاه فوتبال لانکستر اشاره کرد.